# Rudolf Hoernes

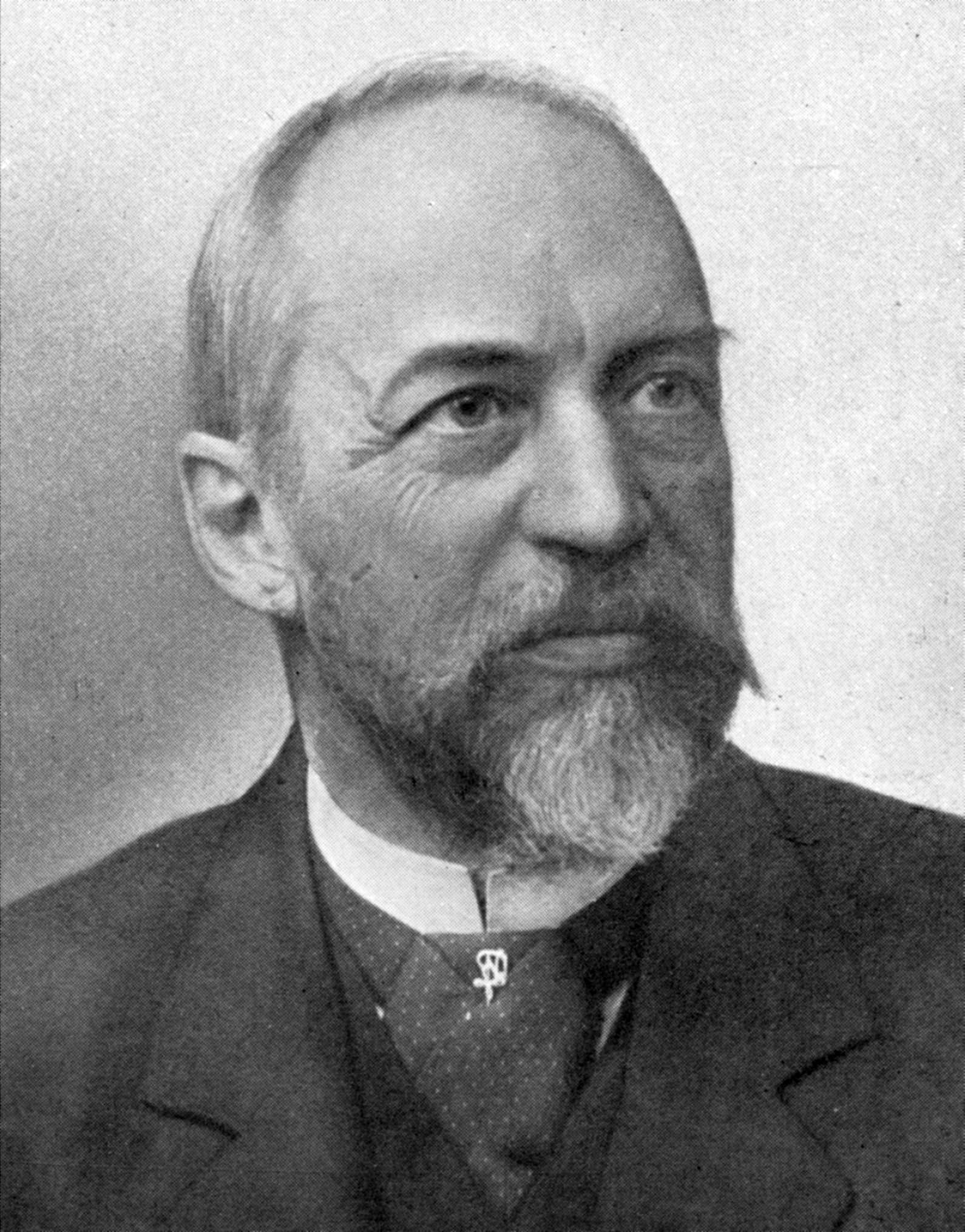
Rudolf Hoernes

Rudolf Hoernes (* 7. Oktober 1850 in Wien; † 20. August 1912 in Judendorf-Straßengel in der Steiermark) war ein österreichischer Geologe und Paläontologe.

## Leben
Rudolf Hoernes wurde als Sohn des Direktors des damaligen k. k. Hof-Mineralien-Kabinetts Moriz Hoernes geboren. Seine Mutter, eine geborene Strauß, war die Schwester der Gemahlin des Geologieprofessors Eduard Suess. Einer seiner Brüder war der als Prähistoriker bekannt gewordene Professor an der Wiener Universität Moriz Hoernes. Seine Tochter Tanna (eigentlich Johanna; 1887–1972) wurde Graphikerin und war mit dem Künstler Luigi Kasimir verheiratet.
Hoernes legte seine Matura am Piaristengymnasium in Wien ab, bevor er an der Universität Wien Paläontologie bei Melchior Neumayr und Geologie bei Eduard Suess studierte. 1873 trat er als Praktikant in die k.k. geologische Reichsanstalt ein, der er bis zum Jahre 1876 angehörte. 1871 wurde er promoviert, 1872 und 1873 nahm er an Exkursionen in die Vulkangebiete von Rom und Neapel sowie nach Griechenland und in die Türkei teil. Am 5. Juni 1876 wurde er zum a.o. Professor der Geologie an der Universität Graz ernannt. Während seiner Tätigkeit als Sektionsgeologe an der geologischen Reichsanstalt in Wien hat Hoernes in Südtirol und den angrenzenden Teilen Venetiens geologische Aufnahmen gemacht und darüber zahlreiche Berichte veröffentlicht.
Daneben war Hoernes auch in paläontologischer Hinsicht tätig und schon damals zeigte sich bei ihm die Vorliebe für die vergleichende Untersuchung der Fossilien tertiären Alters. So wurden damals von ihm Konchylien aus Kroatien, Südsteiermark, Ungarn und der Umgebung von Wien beschrieben. Im Jahrbuch der k.k. geologischen Reichsanstalt erschien 1875 seine Arbeit über die Fauna des Schliers von Ottnang.
Von Graz aus bereicherte Hoernes die Literatur mit Studien, die sich jetzt auch auf Wirbeltierfunde erstreckten. Vieles publizierte er in den „Mitteilungen des naturwissenschaftlichen Vereines für Steiermark“, welche er einige Jahre redigierte.
Ab dem Jahre 1878 zeigte Hoernes ein reges Interesse für das Studium der Erdbebenerscheinungen. Er wurde auch Erdbebenreferent für Steiermark und veröffentlichte zahlreiche Berichte über die in der Steiermark bemerkten alten und neuen Erdbeben.
Rudolf Hoernes starb am 20. August 1912 um 5.00 Uhr nach sechswöchigem Aufenthalt im Feilerschen Sanatorium in Judendorf an einem Herzleiden. Er wurde am 22. August 1912 unter großer Anteilnahme auf dem Grazer Evangelischen Stadtfriedhof St. Peter beigesetzt.

## Schriften (Auswahl)
Schriftenverzeichnis: Franz Heritsch: Druckschriften von Dr. Rudolf Hoernes, o. ö. Professor der Geologie u. Paläontologie an d. Univ. Graz: 1872–1905. Dt. Vereins-Dr. u. Verl. Anst. Graz, Graz 1906.
- Die Gastropoden der Meeresablagerungen der I. und II. miocänen Mediterranstufe. 8 Lieferungen, Wien 1879–82 (Abhandlungen der Geologischen Reichsanstalt; 12).
- Die Erdbeben-Theorie Rudolf Falb's und ihre wissenschaftliche Grundlage. Brockhausen & Bräuer, Wien 1881.
- Elemente der Paläontologie <Paläozoologie> . Verlag von Veit & Comp., Leipzig 1884 (Digitalisat).
- Erdbebenkunde: die Erscheinungen und Ursachen der Erdbeben, die Methoden ihrer Beobachtung. Veit, Leipzig 1893.
- Paläontologie. Göschen, Leipzig 1899.
- Das Erdbeben von Saloniki am 5. Juli 1902 und der Zusammenhang der makedonischen Beben mit den tektonischen Vorgängen in der Rhodopemasse. Gerold in Comm., Wien 1902 (Mittheilungen der Erdbeben-Commission der Kaiserlichen Akademie der Wissenschaften in Wien; N.F., 13)
- Zur Ontogenie und Phylogenie der Cephalopoden. In: Jahrbuch der kaiserlich-königlichen geologischen Reichsanstalt. Band LIII, Heft 1, 1903, Verlag der k. k. Geologischen Reichsanstalt, in Comission bei R. Lechner (W. Müller), Wien 1903, S. 1–32.
- Untersuchungen der jüngeren Tertiärgebilde des westlichen Mittelmeergebietes. Reisebericht, Teil 1–3, K. K. Hof- und Staatsdruckerei, Wien 1905.
- Das Aussterben der Arten und Gattungen sowie der grösseren Gruppen des Tier- und Pflanzenreiches: Festschrift der k. k. Karl-Franzens-Univers. in Graz für das Studienjahr 1910/11 aus Anlaß der Wiederkehr des Jahrestages ihrer Vervollständigung. Leuschner & Lubensky, Graz 1911.